# الخربة (اب)

تعديل مصدري - تعديل

الخربة محلة تابعة لقرية ذودان، التابعة لعزلة الفجرة بمديرية النادرة إحدى مديريات محافظة إب في الجمهورية اليمنية، بلغ تعداد سكانها 52 حسب تعداد اليمن لعام 2004.